# Periophthalmodon septemradiatus
Periophthalmodon septemradiatus es una especie de peces de la familia de los Gobiidae en el orden de los Perciformes.

## Morfología
Los machos pueden llegar a alcanzar los 10 cm de longitud total.

## Hábitat
Es un pez de clima tropical y demersal.

## Distribución geográfica
Se encuentran en Asia: la India, Birmania, Tailandia, Bangkok, Tailandia Sarawak y Indonesia.

## Observaciones
Es inofensivo para los humanos.